# Sam Mulligan

## Biographie
En 2018 à Davos il est vice-champion du monde juniors de descente, devancé par Marco Odermatt. 
Il prend la 3e place du classement général de la Coupe d'Amérique du Nord en 2018 et en 2022.
En mars 2023, il prend la 3e place des championnats du Canada de super G et de slalom géant à Kimberley.

## Palmarès

### Championnats du monde juniors
| Épreuve / Édition   | Descente | Super G | Slalom géant | Slalom  | Combiné | Team event |
| Mondiaux 2017 Åre   | 28e      | 4e      | 30e          | Abandon | 9e      | -          |
| Mondiaux 2018 Davos | Argent   | Abandon | Abandon      | 19e     | 29e     | -          |